# Мидлер, Марк Петрович
Ма́рк Петро́вич Ми́длер (24 сентября 1931, Москва — 31 мая 2012, там же) — советский фехтовальщик и тренер.

## Биография
Вырос в Москве. Отец — Мидлер Пётр Маркович (1906—1985) (играл в первом составе футбольного клуба «Динамо» Москва с 1924 года), мать — Заславская Лия Яковлевна (1911—1973). Семья жила на Рождественском бульваре. Начал заниматься фехтованием в 1943 году под руководством Раисы Чернышёвой. В дальнейшем тренировался у Виталия Аркадьева и Давида Тышлера. С ним также работал тренер сборной страны Лев Сайчук.
В 1953 году окончил институт физкультуры (ГЦОЛИФК). В составе сборной команды СССР Мидлер находился 17 лет, с 1951 по 1967 год, пройдя вместе с ней путь от дебютантов до безусловных лидеров мирового фехтования.
Чемпион Олимпийских игр (1960, 1964). Чемпион мира (1959, 1961—1963, 1965—1966), Чемпион СССР (1954—1957, 1963, 1965). На Олимпиаду 1968 года не попал из-за травмы руки, после чего перешёл на тренерскую работу.
Заслуженный мастер спорта СССР (1958). Заслуженный тренер СССР (1974), подготовивший чемпионов и призёров Олимпийских игр и мира В. Лукьянченко, В. Денисова, Д. Шевченко, И. Мамедова, А. Ибрагимова, С. Рузиева. Член КПСС с 1968 года.
Старший тренер мужских сборных команд СССР и России по фехтованию на рапирах на Олимпийских играх 1980, 1992, 1996, 2000 годов.
Похоронен на Химкинском кладбище 1 июня 2012 года, рядом с женой Поляковой Людмилой Владимировной (1937—2009, артистка ансамбля «Берёзка») и её родителями Поляковой Лидией Семёновной (1911—1981) и Поляковым Владимиром Михайловичем (1909—1969). Участок № 133.
Дети — Мидлер Вадим Маркович 1968 г. р. (муз. продюсер, основатель группыДемо) и Поляков Александр Маркович 1961 г. р. Брат — Мидлер Александр Петрович (1939—2020), журналист. Внуки — Мидлер Никита Вадимович (программист), Мидлер Кирилл Вадимович (спортсмен ЦСКА — фехтование), Поляков Леонид Александрович (студент).

## Награды
- Орден «Знак Почёта» (16.09.1960) — за успешные выступления в XVII летних и VIII зимних Олимпийских играх 1960 года, а также за выдающиеся спортивные достижения[4]
- Орден Почёта (02.11.1995)[5]
- Почётная Грамота Президиума Верховного Совета Российской Федерации (26.04.1993) — за большой личный  вклад в развитие отечественного и мирового спорта, заслуги в подготовке спортсменов высокого класса и в связи с 70-летием со дня образования Центрального спортивного клуба Армии[6].